# Volkswagen CC

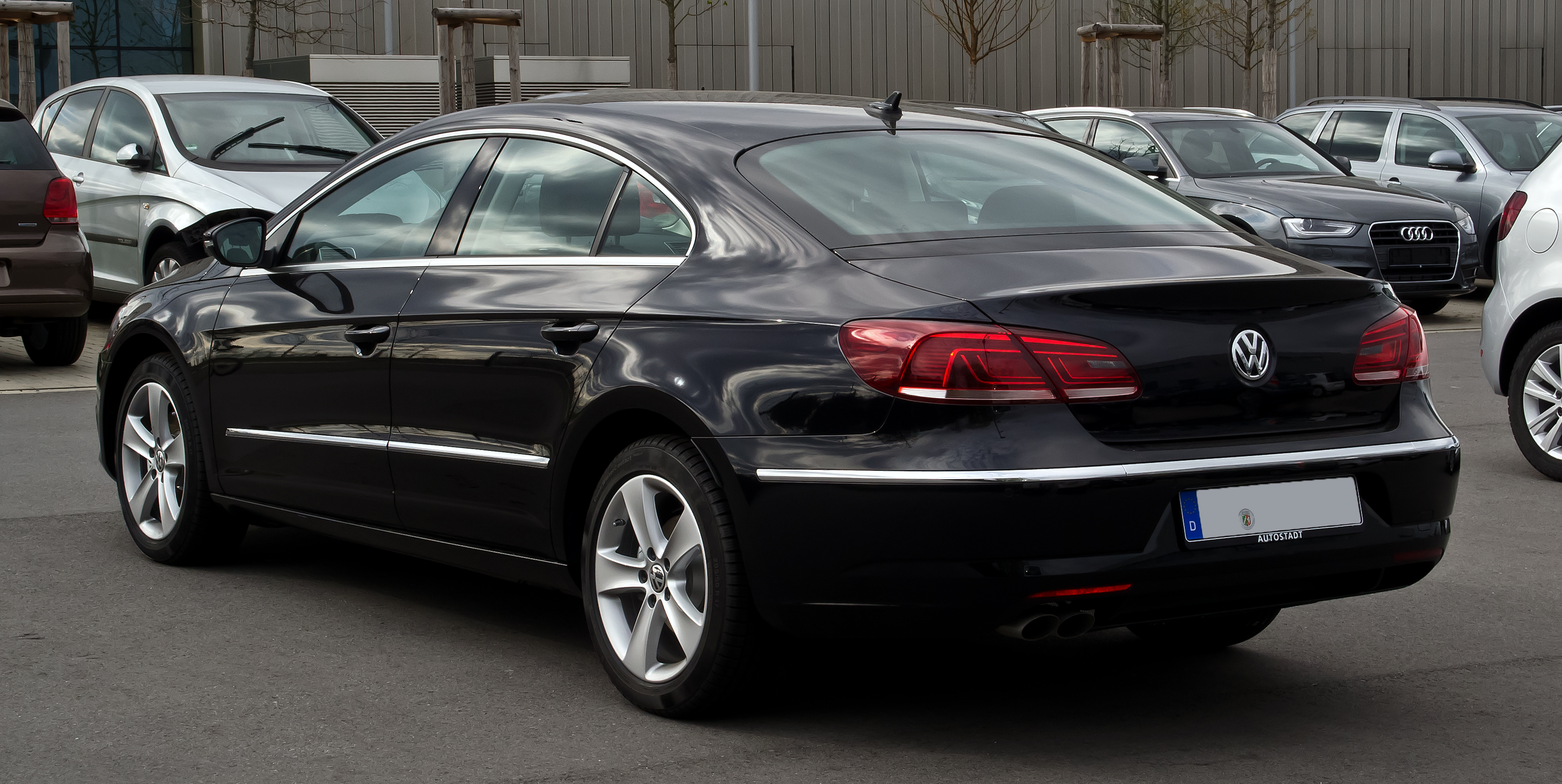
L'arrière de la CC

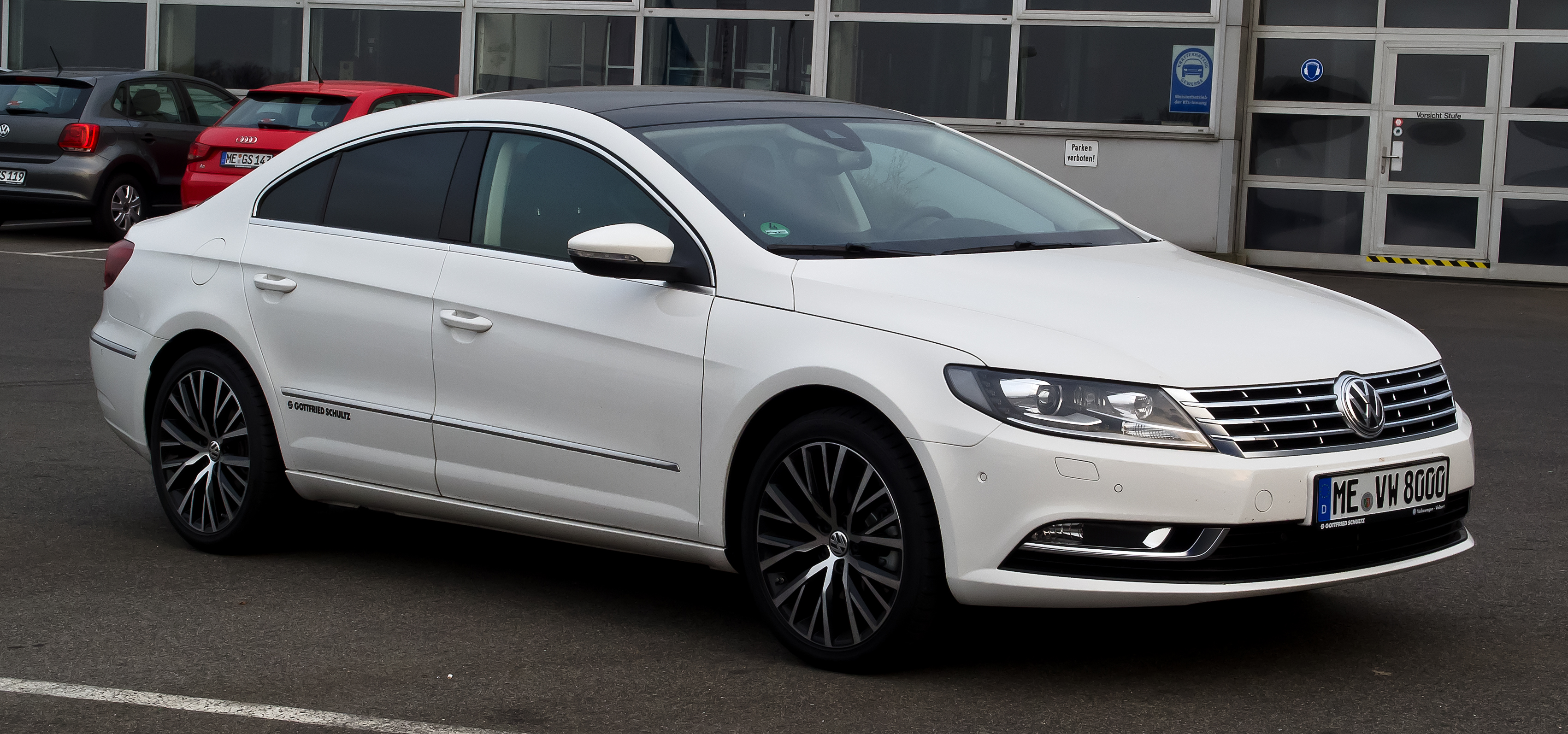
CC Bluemotion

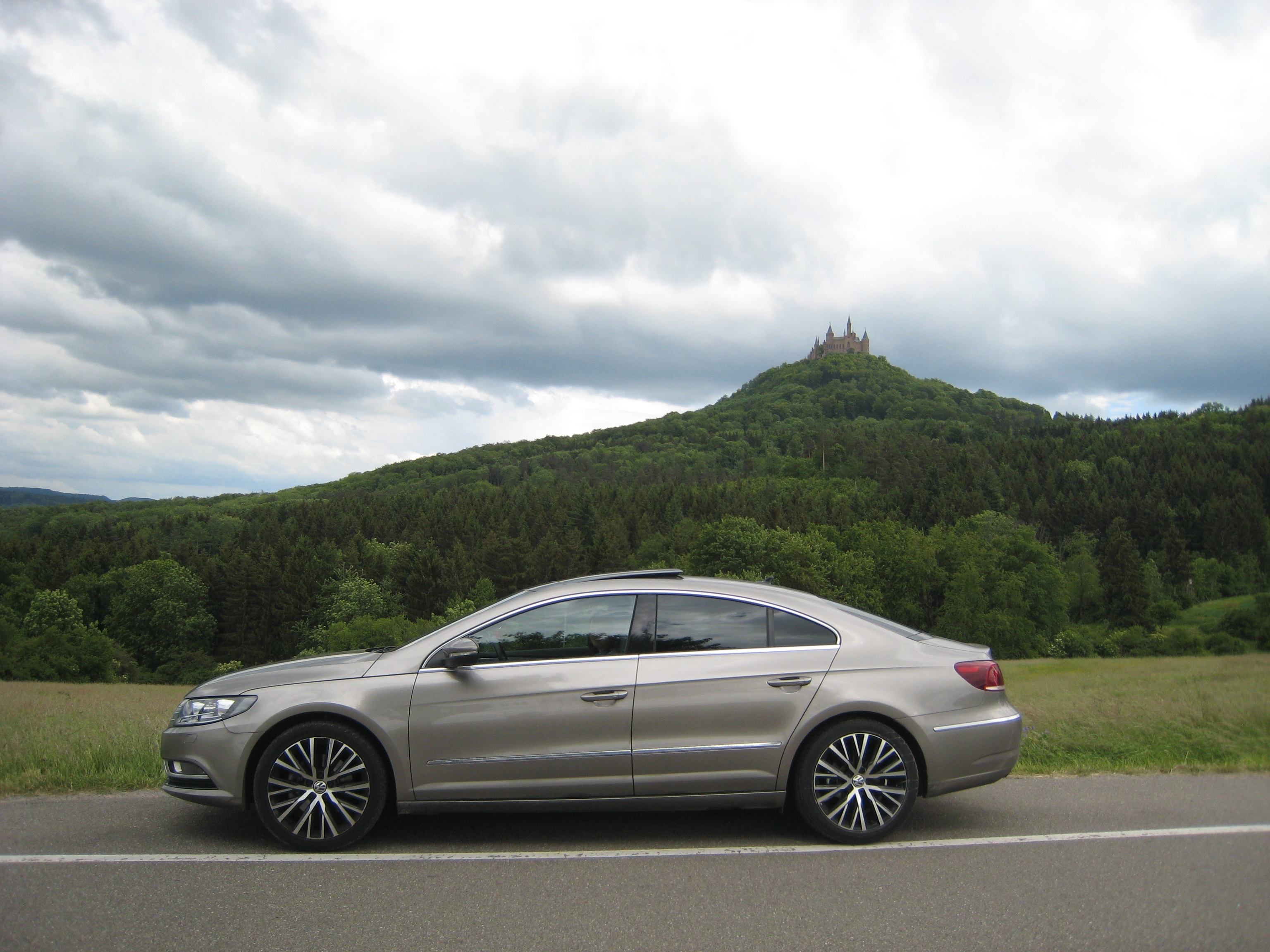
CC devant le Château de Hohenzollern.

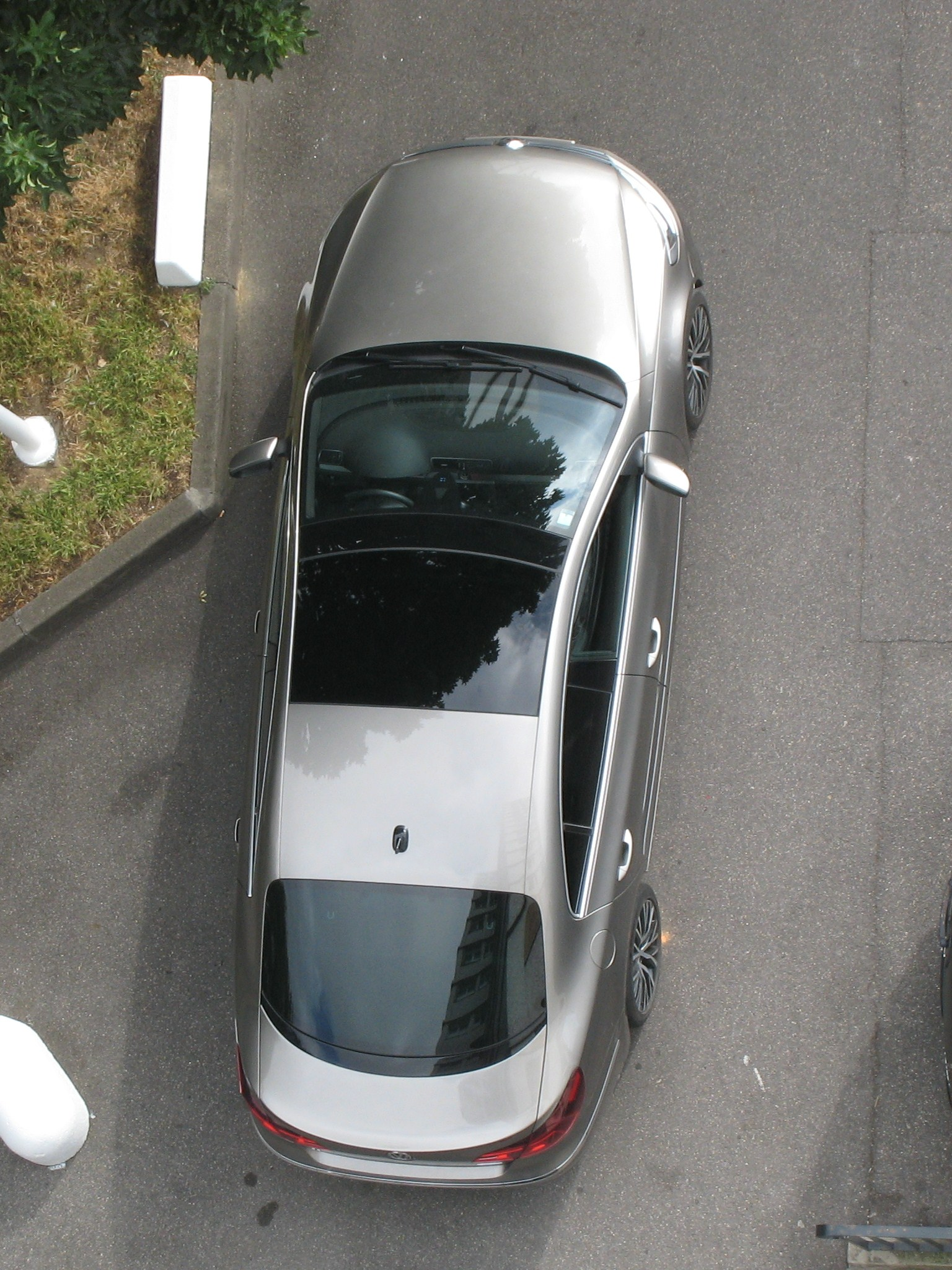
CC vue de haut.

La Volkswagen CC, est une version coupé quatre portes de la Volkswagen Passat. Elle fut dévoilée au Salon automobile de Détroit en janvier 2008.
Dans la gamme de Volkswagen, la Volkswagen CC se situe entre la Volkswagen Passat et la Volkswagen Phaeton.

## Dénomination
Entre 2008 et 2012, la Volkswagen CC était vendue en Europe sous le nom de Passat CC. À partir de 2012, elle est devenue "CC" partout dans le monde.

## Restylage
À l'occasion du Salon de Los Angeles 2012, la Volkswagen CC est profondément restylée. La calandre arbore désormais 5 rayons, contre 4 auparavant. Les feux antibrouillard allongés et non plus ronds.
Les optiques avant ont aussi été affinées alors que la poupe se dote de phares à LED ainsi que d'un nouveau pare-chocs arrière avec la double sortie d'échappement située à gauche et de nouveaux feux arrière.

## Galerie

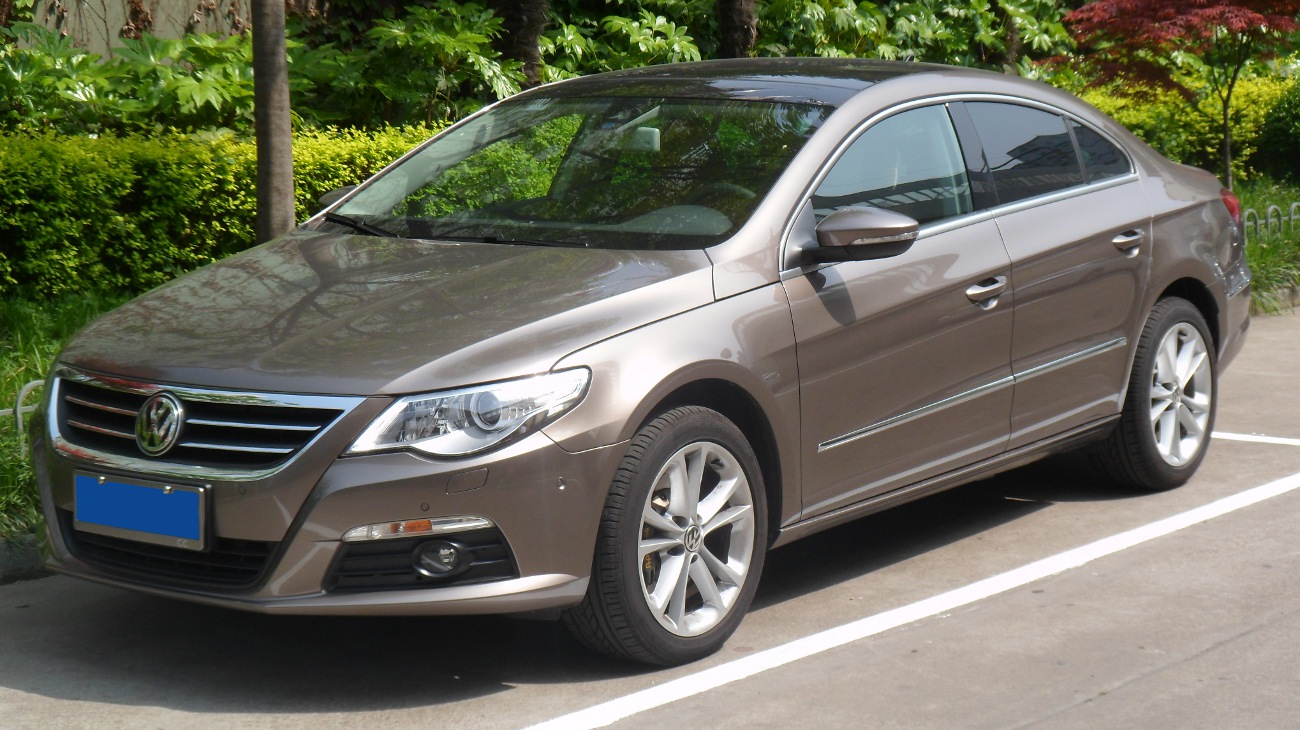
Volkswagen Passat CC phase 1 - face avant

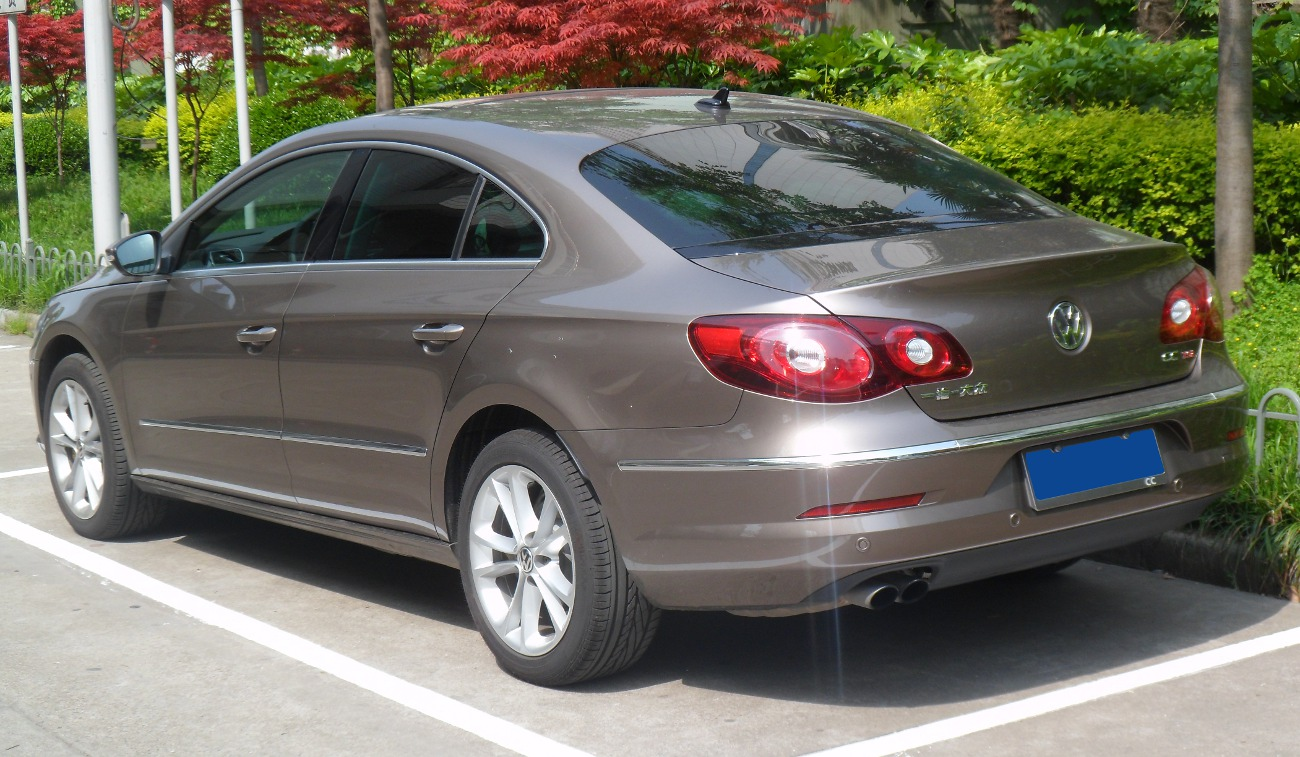
Volkswagen Passat CC phase 1 - face arrière